# Héraclite de Tarente
Pour les articles homonymes, voir Héraclite (homonymie).
 (février 2017).
Si vous disposez d'ouvrages ou d'articles de référence ou si vous connaissez des sites web de qualité traitant du thème abordé ici, merci de compléter l'article en donnant les références utiles à sa vérifiabilité et en les liant à la section « Notes et références ».
Héraclite de Tarente est un médecin  en Grèce du Ier siècle av. J.-C.

## Notice historique
Contemporain d’Asclépiade de Bithynie, il fut un des fondateurs de la pharmacologie et de la toxicologie. Dans le domaine de la thérapeutique, il fut un médecin empirique célèbre de son époque. Il était persuadé qu’une bonne ordonnance tenait surtout à une parfaite connaissance des ingrédients qui constituaient les médicaments, c’est pourquoi il consacra l’essentiel de ses recherches à l’étude de la Botanique et de la Pharmacologie. Estimé par Galien, il s'occupa des médicaments, des contre-poisons ainsi que des cosmétiques sur lesquels il laissa des écrits qui ne sont pas parvenus jusqu'à nous. La tradition lui attribue d'avoir employé avec courage et succès des remèdes à base de plantes toxiques, notamment la jusquiame, la ciguë et l'opium, et des plantes asiatiques comme le costus, le poivre long, la cannelle et l'opobalsanum (larme de baumier). Caelius Aurelianus qui approuvait ses méthodes dans le traitement de différentes maladies, nous a transmis ses remèdes contre la "fièvre comateuse", l'angine, la "dysenterie bilieuse", le tétanos. Héraclite de Tarente est le premier à avoir écrit sur les tâches de la peau et leur remède.